# Québec solidaire
Québec solidaire (que en castellano significa Quebec Solidario) es un partido político izquierdista e independentista de Quebec, fundado el 4 de febrero de 2006 en Montreal. Fue formado por la fusión de la Union des forces progressistes (Unión de Fuerzas Progresistas, o UFP) y Option citoyenne (Opción Ciudadana) en 2006. El partido tiene diez diputados en la asamblea nacional de Quebec (parlamento).
Dentro de Québec solidaire hay lo que se llama "colectivos". Un colectivo es un conjunto de miembros de pleno derecho de la parte que, en cumplimiento, para promover sus respectivos puntos de vista políticos en Québec solidaire. Québec solidaire alberga en su seno actualmente a 2 colectivos ambientalistas y 5 más radicales que el propio partido. Estos incluyen el Partido Comunista de Quebec, Gauche Socialiste (Secretariado Unificado de la IV Internacional), Socialisme International (Tendencia Socialista Internacional), y Tendance marxiste internationale (Corriente Marxista Internacional).

## Evolución de los miembros delAsamblea
Actualmente hay 10 miembros que representan a Quebec solidario en la Asamblea Nacional de Quebec, que es oficialmente el segundo grupo de oposición.
| Asamblea Nacional de Quebec |         |   |          |         |        |                                     |
| Elecciones                  | Escaños | ± | Posición | Votos   | %      | Líder                               |
| 2007                        | 0/125   |   | 5º       | 144.418 | 3,6%   | Amir Khadir y Françoise David       |
| 2008                        | 1/125   | 1 | 4º       | 122.618 | 3,8%   | Amir Khadir y Françoise David       |
| 2012                        | 2/125   | 1 | 4º       | 263.111 | 6%     | Amir Khadir y Françoise David       |
| 2014                        | 3/125   | 1 | 4º       | 323.124 | 7,63%  | Françoise David y Andrés Fortecilla |
| 2018                        | 10/125  | 7 | 4º       | 649.503 | 16,10% | Manon Massé                         |
| 2022                        | 11/125  | 1 | 3º       | 634.535 | 15,43% | Gabriel Nadeau-Dubois               |

### 2018
- Manon Massé (Sainte-Marie-Saint-Jacques, Montreal)
- Gabriel Nadeau-Dubois (Gouin, Montreal)
- Christine Labrie (Sherbrooke, Estrie)
- Sol Zanetti (Jean-Lesage, Capitale-Nationale)
- Andrés Fontecilla (Laurier-Dorion, Montreal)
- Ruba Ghazal (Mercier, Montreal)
- Vincent Marissal (Rosemont, Montreal)
- Émilise Lessard-Therrien (Rouyn-Noranda-Témiscamingue, Abitibi-Témiscamingue)
- Alexandre Leduc (Hochelaga-Maisonneuve, Montreal)
- Catherine Dorion (Taschereau, Capitale-Nationale)

### 2014-2018
- Françoise David (2014 - 19 de enero de 2017)
- Amir Khadir
- Manon Massé
- Gabriel Nadeau-Dubois (29 de mayo de 2017 - 2018)

### 2012-2014
- Françoise David
- Amir Khadir

### 2008-2012
- Amir Khadir